# 세묜 라보치킨
세묜 알렉세예비치 라보치킨(러시아어: Семён Алексе́евич Ла́вочкин, 1900년 8월 29일 ~ 1960년 6월 9일)은 소련의 항공기 설계자이다.

## 생애
1900년 스몰렌스크 인근 아이지코비치(Айзикович)에서 태어났다. 1917년 러시아 혁명이 일어나자 붉은 군대에 입대했다. 1920년 모스크바국립기술대학에 입학해 1927년 졸업했으며, 이후 안드레이 투볼레프나 밑에서 일하며 견습과정을 거친 뒤 1939년부터 본격적으로 비행기를 설계했다. 

제2차 세계대전 중에는 소련 공군의 주력 전투기가 된 La-7 등을 설계했으나, 2차 대전 후 제트기 설계에 나선 아르툠 미코얀 등에 밀렸다. 로켓 개발에 협력하기도 하는 한편, 피스톤-로켓 엔진 항공기를 설계하는데 힘썼다. 1960년 모스크바에서 별세했다. 그의 사망 이후 라보치킨 설계국은 항공기에서 순항 미사일이나 지대공 미사일, 우주 사업 등으로 분야를 전환하고 현재 국영 항공우주회사로써 우주 개발에 참여하고 있다.